# 河中真澄
河中 真澄（かわなか ますみ、1973年 - ）は、日本のフリーアナウンサー。

## 来歴
鳥取県鳥取市出身。鳥取県立八頭高等学校、作陽短期大学卒業。
1996年にNHK鳥取放送局の契約キャスターに採用され、地域情報番組のキャスターを担当。また、『ひるどき日本列島』などにも出演した。
1999年にフリーアナウンサーへ転向。2000年に拠点を広島県へ移し、広島FMやテレビ新広島の番組に出演した。

## 人物
アナウンサー業だけではなく、音楽大学出身の腕を生かし（フルート専攻）演奏家としても活動している。音楽大学首席卒業。ニュースからバラエティーまで幅広くこなせる。声質が小宮悦子に似ていると言われていた。NHKの新人研修では「キャラクターがはっきりしすぎているので、メイクもお洒落も必要なし、女らしい服装は禁止」と言われ、他の研修生のメイクレッスンを見学していた。本人はよく宝塚の男役と言われていた。企画、撮影、編集も行う。プロンプターは使っていない。

## 担当番組
本人がAmebaで公開しているプロフィールからの参考。

### テレビ番組
- Sun燦さんいん（NHK鳥取放送局）
- とっとり情報スタジオ610（NHK鳥取放送局）
- とっとりまるごと600（NHK鳥取放送局）
- ひろしま満点ママ!!（テレビ新広島） - リポーター

### ラジオ番組
- MTRサウンドスクエア（BSSラジオ） - パーソナリティ
- ミュージックマニア（広島FM）
- モデルの花道（ひろしまPステーション）